# Угол трёх императоров
Угол трёх императоров (нем. Dreikaisereck, пол. Trójkąt Trzech Cesarzy) — некогда знаменитый стык границ трёх государств: Российской империи, Пруссии (позднее Германской империи) и Австрийской империи (позднее Австро-Венгрии). Образовался 16 ноября 1846 года после того, как Австрийская империя аннексировала Вольный город Краков, и с тех пор стал популярной достопримечательностью. С его изображением, а также фотографиями трёх императоров, печатались и рассылались открытки. Ежегодно местность посещало до 8 тысяч туристов, в основном из Германии. Прекратил своё существование в годы Первой мировой войны.

## География
Географически точка стыка располагалась в месте слияния рек Чёрная Пшемша и Белая Пшемша (сегодня — Силезское воеводство). Ближайшими населёнными пунктами были Сосновец в российской части и Мысловице в германской (ныне входящие в агломерацию Катовице), а также Езор в австрийский части. Неподалёку располагался также и Освенцим, получивший печальную знаменитость позднее. Населяли города преимущественно этнические поляки, превратившиеся в разделённый народ. Берега соединяли два моста. Своё историческое имя регион получил после объединения Германии в 1871 году. В 1907 году на германской стороне была возведена и Башня Бисмарка, снесённая в 1933 году.

## Редемаркация
Пограничный стык фактически прекратил своё существование во время Первой мировой войны, когда принадлежавшее Российской империи Царство Польское было оккупировано немецкими и австрийскими войсками. Формально был включён в состав независимой Польши в 1918 году.